# Sensenebe
Sensenebe (também Senisenebe) foi a mãe do faraó Tutemés I do início do Novo Reino. Ela tinha apenas o título de mãe do rei (Mw.t-nswt) e, portanto, é considerada uma plebeia. Sensenebe é conhecida graças à estela Cairo CG 34006, de Uádi Halfa, onde ela é apresentada fazendo um juramento de lealdade como a mãe do rei na coroação de seu filho Tutemés I. Sensenebe também é retratada em relevos pintados do Templo Mortuário de Hatexepsute em Deir Elbari.